# Bahnstrecke Cheb–Oberkotzau
| Bahnhof Asch, 1903 |                                            |                                                       |                                                       |
| Streckennummer (DB): | 5027                                       |                                                       |                                                       |
| Kursbuchstrecke (DB): | 858 425p (Selb-Plößberg – Oberkotzau 1946) |                                                       |                                                       |
| Kursbuchstrecke (SŽ): | 148                                        |                                                       |                                                       |
| Streckenlänge: | 54,8 km                                    |                                                       |                                                       |
| Spurweite: | 1435 mm (Normalspur)                       |                                                       |                                                       |
| Stromsystem: | Cheb–Františkovy Lázně: 25 kV 50 Hz ~      |                                                       |                                                       |
| Streckengeschwindigkeit: | 100 km/h                                   |                                                       |                                                       |
| Zugbeeinflussung: | PZB (Oberkotzau–Grenze)                    |                                                       |                                                       |
| |                                            |                                                       |                                                       |
| \| \| \| von Wiesau (Oberpf) \| \| \| \| \| von (Wien–) Plzeň (vorm. KFJB) \| \| \| \| \| von Nürnberg Hbf \| \| \| \| 0,000 \| Cheb früher Eger \| 463 m \| \| \| \| nach Chomutov (vorm. BEB) \| \| \| \| \| Egerviadukt (348 m), Eger \| \| \| \| 70,760 \| Bk Lehenstein \| Bk Lehenstein \| \| \| \| Schladabach \| \| \| \| \| Moorbahn \| \| \| \| 68,750 \| Františkovy Lázně-Aquaforum seit 2007 \| Františkovy Lázně-Aquaforum seit 2007 \| \| \| \| von Tršnice (vorm. BEB) \| \| \| \| 6,580 \| Františkovy Lázně früher Franzensbad \| 448 m \| \| \| \| Abzw Schweinebeutel \| \| \| \| 11,420 \| nach Plauen (Vogtl) ob Bf (vorm. K. Sächs. Sts. E.B.) \| nach Plauen (Vogtl) ob Bf (vorm. K. Sächs. Sts. E.B.) \| \| \| 15,70 \| Vojtanov obec \| Vojtanov obec \| \| \| 18,385 \| Hazlov früher Haslau \| 557 m \| \| \| 27,527[1] \| Aš (Keilbahnhof); früher Asch Staatsbahnhof \| 640 m \| \| \| \| nach Adorf (Vogtl) (vorm. LB Asch–Rossbach) \| \| \| \| 29,58529,595 \| Staatsgrenze Tschechien–Deutschland[1] \| Staatsgrenze Tschechien–Deutschland[1] \| \| \| \| von Holenbrunn \| \| \| \| 34,823[1] \| Selb-Plößberg \| 623 m \| \| \| \| Anst Porzellanfabrik Jacob Zeidler \| \| \| \| \| Bundesautobahn 93 \| \| \| \| 37,110 \| Schönwald (ehem. Bf) \| 609 m \| \| \| \| Gleisanschlüsse Porzellanfabriken Schönwald \| \| \| \| \| Bundesautobahn 93 \| \| \| \| \| Bundesstraße 15 \| \| \| \| \| Bundesautobahn 93 \| \| \| \| \| Perlenbach (70 m) \| \| \| \| \| Bundesstraße 289 \| \| \| \| 46,60 \| Rehau \| 525 m \| \| \| 49,860 \| Wurlitz \| 507 m \| \| \| \| von Bamberg und von Weiden (Oberpf) \| \| \| \| 54,80 \| Oberkotzau (Keilbahnhof) \| 484 m \| \| \| \| nach Hof Hbf \| \| |                                            |                                                       |                                                       |
| Strecke (außer Betrieb) |                                            | von Wiesau (Oberpf)                                   | von Wiesau (Oberpf)                                   |
| Abzweig ehemals geradeaus und von rechts |                                            | von (Wien–) Plzeň (vorm. KFJB)                        | von (Wien–) Plzeň (vorm. KFJB)                        |
| Abzweig geradeaus und von links |                                            | von Nürnberg Hbf                                      | von Nürnberg Hbf                                      |
| Bahnhof | 0,000                                      | Cheb früher Eger                                      | 463 m                                                 |
| Abzweig geradeaus und nach rechts |                                            | nach Chomutov (vorm. BEB)                             | nach Chomutov (vorm. BEB)                             |
| Brücke über Wasserlauf |                                            | Egerviadukt (348 m), Eger                             | Egerviadukt (348 m), Eger                             |
| ehemalige Blockstelle | 70,760                                     | Bk Lehenstein                                         | Bk Lehenstein                                         |
| Strecke unter Wasserlauf Anfang Hochstrecke |                                            | Schladabach                                           | Schladabach                                           |
| Kreuzung Ende Hochstrecke |                                            | Moorbahn                                              | Moorbahn                                              |
| Haltepunkt / Haltestelle | 68,750                                     | Františkovy Lázně-Aquaforum seit 2007                 | Františkovy Lázně-Aquaforum seit 2007                 |
| Abzweig geradeaus und von rechts |                                            | von Tršnice (vorm. BEB)                               | von Tršnice (vorm. BEB)                               |
| Bahnhof | 6,580                                      | Františkovy Lázně früher Franzensbad                  | 448 m                                                 |
| ehemalige Blockstelle |                                            | Abzw Schweinebeutel                                   | Abzw Schweinebeutel                                   |
| Abzweig geradeaus und nach rechts | 11,420                                     | nach Plauen (Vogtl) ob Bf (vorm. K. Sächs. Sts. E.B.) | nach Plauen (Vogtl) ob Bf (vorm. K. Sächs. Sts. E.B.) |
| Haltepunkt / Haltestelle | 15,70                                      | Vojtanov obec                                         | Vojtanov obec                                         |
| Bahnhof | 18,385                                     | Hazlov früher Haslau                                  | 557 m                                                 |
| Bahnhof | 27,527                                     | Aš (Keilbahnhof); früher Asch Staatsbahnhof           | 640 m                                                 |
| Abzweig geradeaus und nach rechts |                                            | nach Adorf (Vogtl) (vorm. LB Asch–Rossbach)           | nach Adorf (Vogtl) (vorm. LB Asch–Rossbach)           |
| Grenze | 29,58529,595                               | Staatsgrenze Tschechien–Deutschland                   | Staatsgrenze Tschechien–Deutschland                   |
| Abzweig geradeaus und von links |                                            | von Holenbrunn                                        | von Holenbrunn                                        |
| Bahnhof | 34,823                                     | Selb-Plößberg                                         | 623 m                                                 |
| Abzweig geradeaus und ehemals von links |                                            | Anst Porzellanfabrik Jacob Zeidler                    | Anst Porzellanfabrik Jacob Zeidler                    |
| Brücke |                                            | Bundesautobahn 93                                     | Bundesautobahn 93                                     |
| Haltepunkt / Haltestelle | 37,110                                     | Schönwald (ehem. Bf)                                  | 609 m                                                 |
| Abzweig geradeaus und ehemals nach links |                                            | Gleisanschlüsse Porzellanfabriken Schönwald           | Gleisanschlüsse Porzellanfabriken Schönwald           |
| Strecke mit Straßenbrücke |                                            | Bundesautobahn 93                                     | Bundesautobahn 93                                     |
| Brücke |                                            | Bundesstraße 15                                       | Bundesstraße 15                                       |
| Strecke mit Straßenbrücke |                                            | Bundesautobahn 93                                     | Bundesautobahn 93                                     |
| Brücke über Wasserlauf |                                            | Perlenbach (70 m)                                     | Perlenbach (70 m)                                     |
| Strecke mit Straßenbrücke |                                            | Bundesstraße 289                                      | Bundesstraße 289                                      |
| Bahnhof | 46,60                                      | Rehau                                                 | 525 m                                                 |
| Haltepunkt / Haltestelle | 49,860                                     | Wurlitz                                               | 507 m                                                 |
| Abzweig geradeaus und von links |                                            | von Bamberg und von Weiden (Oberpf)                   | von Bamberg und von Weiden (Oberpf)                   |
| Bahnhof | 54,80                                      | Oberkotzau (Keilbahnhof)                              | 484 m                                                 |
| Strecke |                                            | nach Hof Hbf                                          | nach Hof Hbf                                          |

Die Bahnstrecke Cheb–Oberkotzau ist eine als Hauptbahn errichtete Eisenbahnstrecke in Tschechien und Bayern. Sie beginnt in Cheb (Eger) und führt über Františkovy Lázně (Franzensbad), Aš (Asch) und Selb-Plößberg nach Oberkotzau. Die Strecke wurde ursprünglich als direkte Bahnverbindung zwischen Eger und Hof geplant, bei der Umsetzung des Vorhabens wurde zwischen Oberkotzau und Hof die schon bestehende Ludwig-Süd-Nord-Bahn mitbenutzt.

## Geschichte

### Vorgeschichte
Die Stadt Hof bemühte sich schon um das Jahr 1845, in das neu entstehende Eisenbahnnetz einbezogen zu werden. Vor allem sollte eine direkte Verbindung zu den westböhmischen Kohlengruben geschaffen werden, damit die örtliche Industrie günstig beliefert werden konnte.
Da der bayerische Staat eine derartige Verbindung zunächst nicht selbst bauen wollte, suchte man nach einer anderen Lösung. Die Stadt Hof nahm bei der Königlichen Bank in Nürnberg ein Darlehen in Höhe von mehr als zehn Millionen Mark auf und erwarb die Konzession; sie übertrug die Bauausführung dem Fabrikbesitzer Theodor von Cramer-Klett. Den Betrieb übernahm die Bayerische Staatsbahn pachtweise. Weil die Bahn zu mehr als der Hälfte auf böhmischem Territorium lag, war zwischen Bayern und Österreich ein Staatsvertrag notwendig.

### Bau

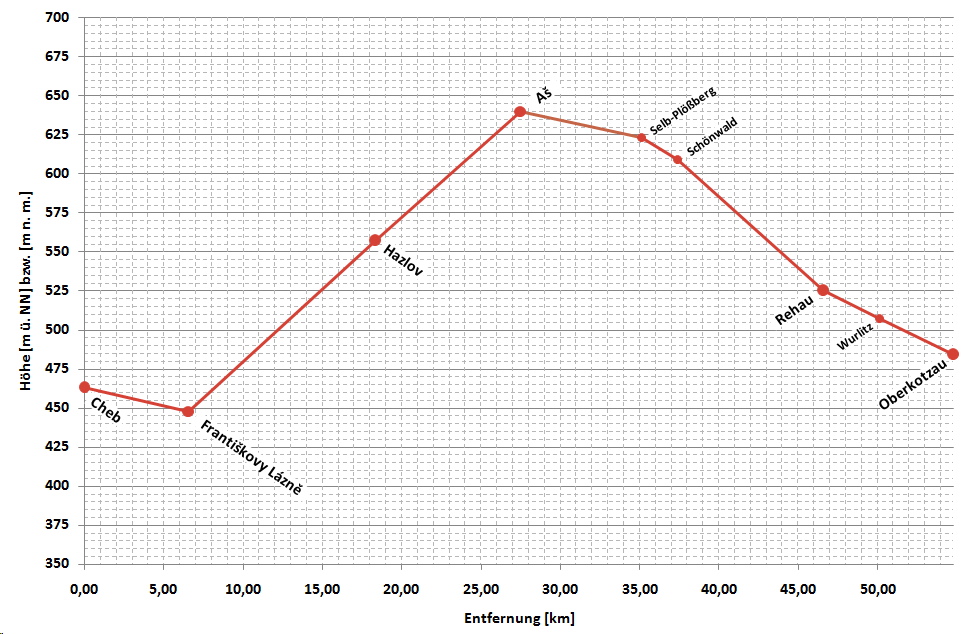
Vereinfachtes Höhenprofil der Strecke

Zwischen Eger und Franzensbad wurde die Trasse der gleichzeitig gebauten sächsischen Strecke Herlasgrün–Eger (Voigtländische Staatseisenbahn) parallel mitbenutzt. Betrieblich blieben beide Strecken in diesem Abschnitt als eingleisige Hauptbahnen eigenständig. Von Franzensbad führte man die Trasse über Asch, Selb und Rehau zum Bahnhof Oberkotzau, wo die Strecke in die Ludwig-Süd-Nord-Bahn (Bahnstrecke Bamberg–Hof) einmündete. Aus topografischen Gründen konnte die Verbindung nicht direkt nach Hof geführt werden.
Die neue Strecke wurde am 1. November 1865 eröffnet, die Baukosten betrugen mehr als sechs Millionen Gulden. Die Strecke sollte nach 57 Jahren im Jahre 1922 nach Tilgung des Bankdarlehens kostenlos in das Eigentum des bayerischen Staates übergehen. Der jährliche Pachtschilling betrug 279.000 Gulden. Die Konzessionsübertragung wurde aber schon im Jahre 1919 notariell beurkundet.

### Betrieb
Der Anstieg von Franzensbad nach Asch ist so steil, dass die Bayerische Staatsbahn im Bahnbetriebswerk Eger die schweren Malletlokomotiven Gt 2×4/4 der späteren Baureihe 96 als Schublokomotiven stationierte.
Zunächst lief über die Verbindung Hof–Eger der gesamte Zugverkehr von Hof weiter nach Süden in Richtung Regensburg und München. Als die Bayerische Staatsbahn 1877 die direkte Strecke von Hof über Marktredwitz nach Regensburg eröffnete, ging das Verkehrsaufkommen zurück. Herausragende Bedeutung besaß die Strecke jedoch für die Versorgung der Industrie in Hof und im Umland mit böhmischer Kohle aus dem Falkenauer Becken.

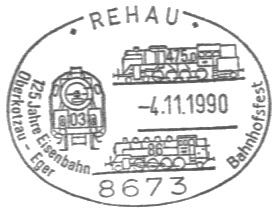
Sonderstempel zum 125-jährigen Bestehen der Bahnstrecke

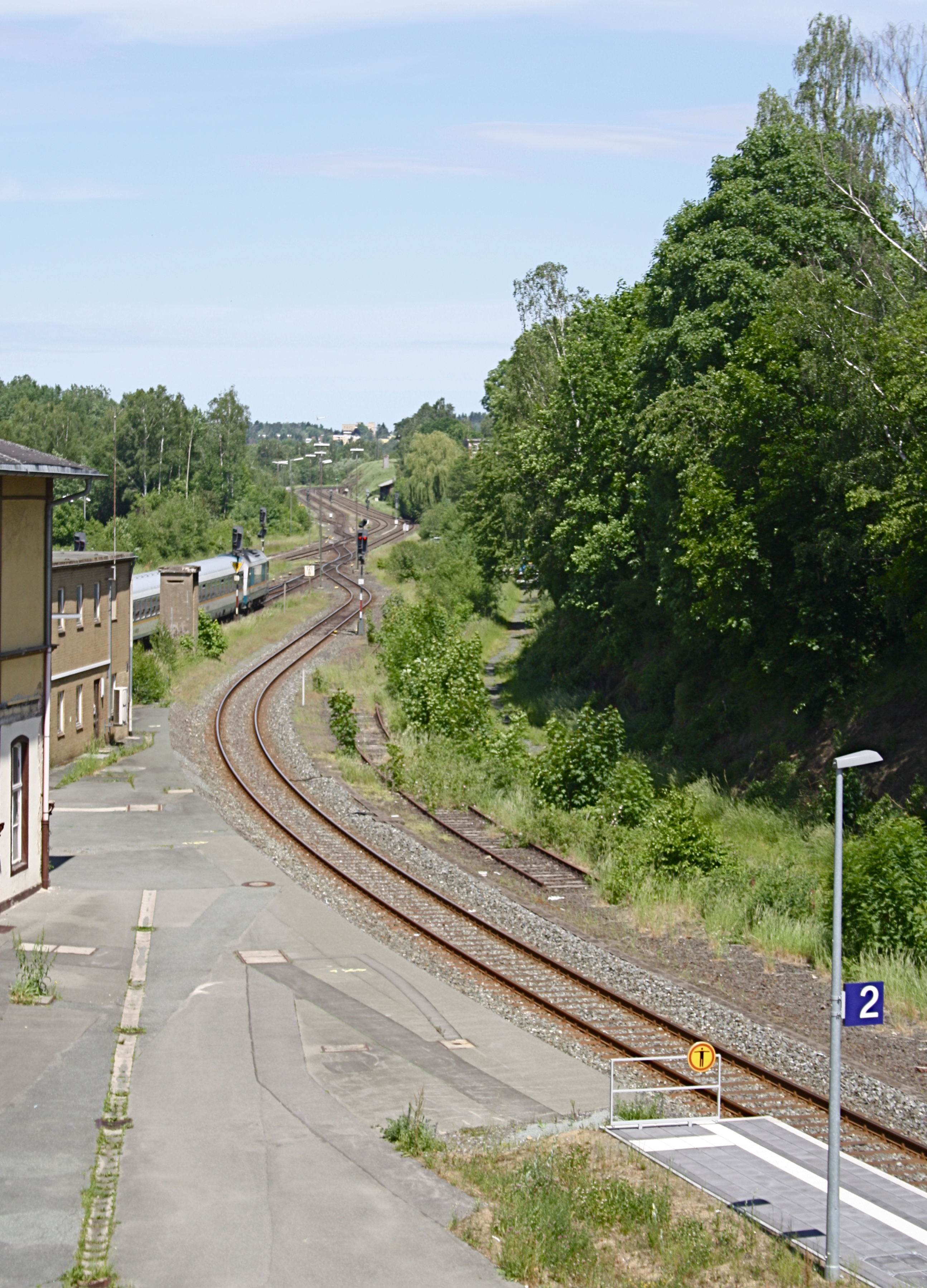
Abzweig der Strecke im Keilbahnhof Oberkotzau

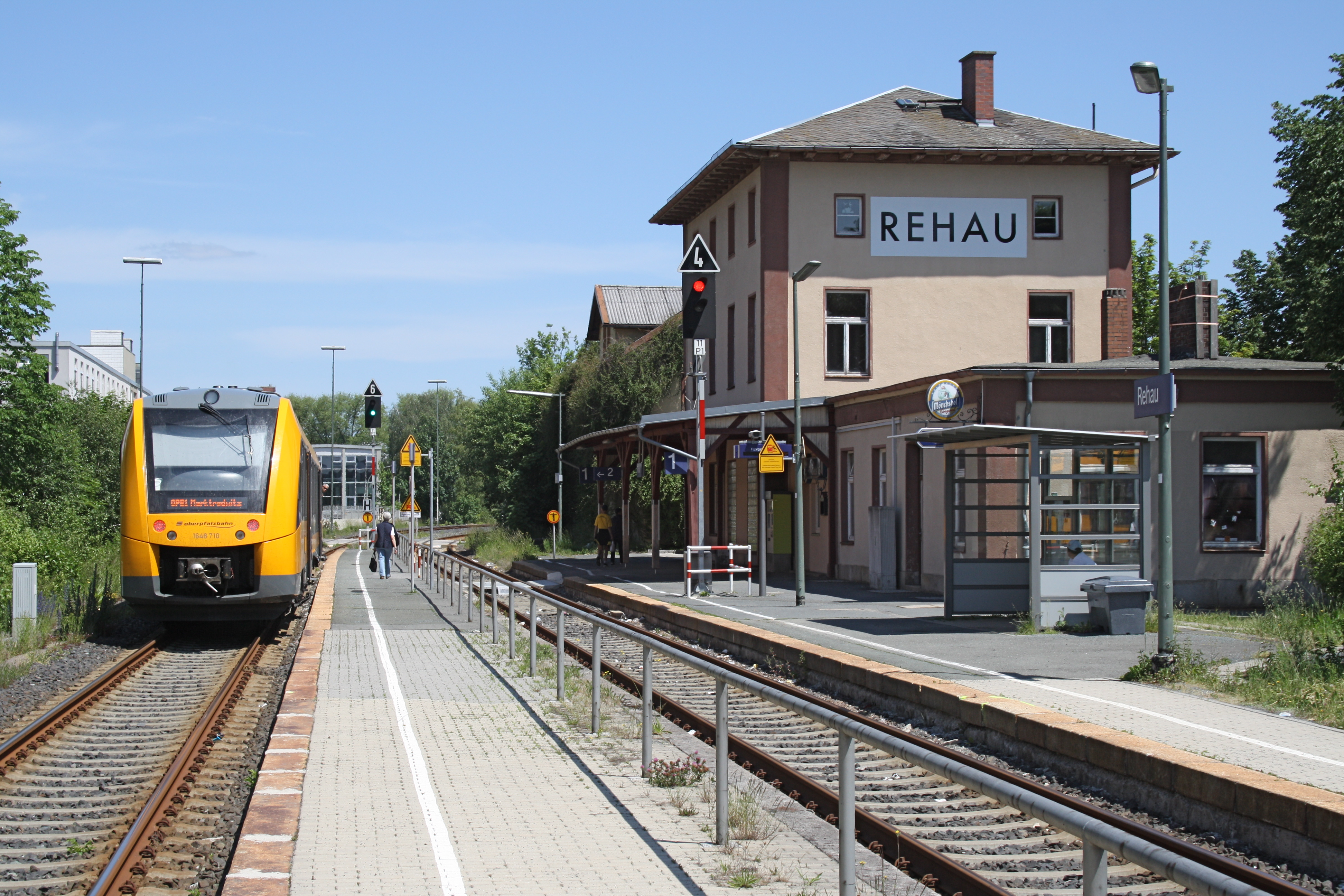
Bahnhof Rehau mit Triebzug des Typs LINT 41 der Oberpfalzbahn

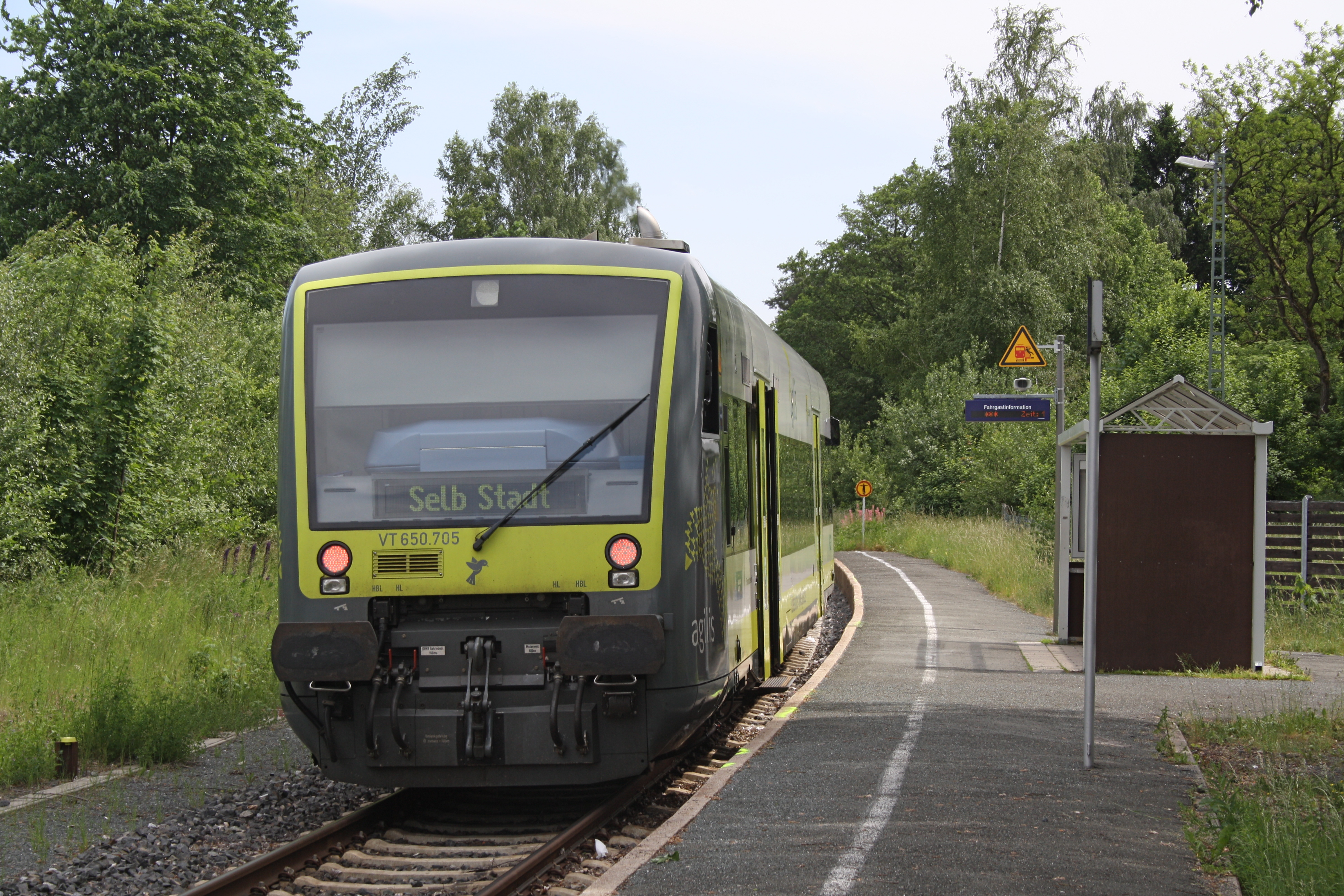
Agilis-Triebwagen des Typs Regio-Shuttle RS1 in Schönwald

Bei Betriebseröffnung gab es täglich drei Reisezugpaare, 1914 waren es sieben. Die Zollkontrolle wurde im Bahnhof Asch durchgeführt. Auch nach Gründung der Tschechoslowakischen Republik im November 1918 wurde der Verkehr weiter durch die Bayerische Staatsbahn, ab 1920 durch die Deutsche Reichsbahn durchgeführt. 1922 ging sie vertragsgemäß ins Eigentum dieser über.
Nach dem Zweiten Weltkrieg ging der in der Tschechoslowakei liegende Streckenabschnitt entschädigungslos an die Tschechoslowakischen Staatsbahnen ČSD über. Auf dem Abschnitt Cheb–Františkovy Lázně war durch den zerstörten Egerviadukt kein Betrieb möglich, auch beim Bahnhof Hazlov war durch Kriegseinflüsse der Verkehr unterbrochen. Der durchgehende Personenverkehr Cheb–Hof wurde auch später nicht wieder aufgenommen. Die Personenzüge aus Richtung Hof fuhren nun zum Selber Stadtbahnhof. Die ČSD führten ihre Personenzüge fortan von Asch (seit 1945: Aš) weiter über die einstige Lokalbahn Asch–Adorf bis Hranice v Čechách (Roßbach). Für den Güterverkehr blieb die Gesamtstrecke jedoch weiter in Betrieb, da die Porzellanindustrie in Bayern auf die Rohstofflieferungen aus Böhmen angewiesen war. Grenzbahnhof war nun Selb-Plößberg.
Am 11. September 1951 entführten tschechoslowakische Eisenbahner und Regimegegner in Aš einen planmäßigen Personenzug und fuhren mit ihm weiter über die Grenze. Der Zug kam auf dem deutschen Grenzstreckenabschnitt vor Selb-Plößberg zum Stehen.
Anfang der 1970er Jahre wurde im deutschen Abschnitt zunächst die Teilstrecke Selb-Plößberg–Landesgrenze (–Asch) zur Nebenbahn herabgestuft, ehe Mitte der 1990er Jahre auch der Abschnitt Rehau–Selb-Plößberg zur Nebenbahn umgewandelt wurde. Danach wurde in Deutschland nur noch der Abschnitt Oberkotzau–Rehau als (eingleisige) Hauptbahn betrieben, von Rehau nach Selb-Plößberg (und weiter nach Selb Stadt) galt Zugleitbetrieb, der zuständige Zugleiter saß in Rehau. Auch in Tschechien ist die Trasse zwischen Františkovy Lázně und der Grenze nur noch als Nebenbahn („regionální dráha“) statt als Hauptbahn („celostátní dráha“) ausgewiesen.
Beim Bau einer Ortsumgehungsstraße der Stadt Selb wurde die Bahnstrecke Hof–Eger auf bayerischer Seite in den 1990er Jahren unterbrochen und der Streckenabschnitt Selb-Plößberg–Grenze am 29. September 1996 offiziell stillgelegt. Zugverkehr von Hof über Aš nach Cheb war somit nicht mehr möglich. Bis auf die Lücke, die durch die Ortsumgehungsstraße gerissen wurde, waren die Gleisanlagen aber noch komplett vorhanden und auch die Anbindung an die bestehenden Strecken sowohl in Selb-Plößberg als auch in Asch war nach wie vor gegeben, so dass nach dem Lückenschluss wieder Bahnbetrieb möglich gewesen wäre.
Im Oktober 2010 gab das tschechische Verkehrsministerium die beabsichtigte Stilllegung des schon länger nicht mehr befahrenen Abschnittes Aš Grenze–Aš im Dezember 2010 bekannt, die letztlich nicht umgesetzt wurde.
Ab etwa 2010 wurde von Lokalpolitikern ein Wiederaufbau der grenzüberschreitenden Trasse gefordert, um die Grenzübergänge vom starken LKW-Verkehr zu entlasten. In dieser Zeit wurden in Tschechien für Bayern bestimmte Waren bis Aš mit der Bahn transportiert und dort auf LKW umgeladen. Im Personenverkehr setzten die Bahnbefürworter vor allem auf eine durchgehende Verbindung von Saalfeld nach Cheb über Bad Lobenstein, Naila, Hof, Selb und Aš. Diese wichtige West-Ost-Verbindung kann derzeit nur auf großen Umwegen bereist werden. Das Potenzial der direkten Verbindung zwischen Hof und Cheb wurde nach einer Studie auf 1200 Fahrgäste pro Tag bei einer Reisezeit von 61 Minuten und 16 Zugpaaren am Tag geschätzt.

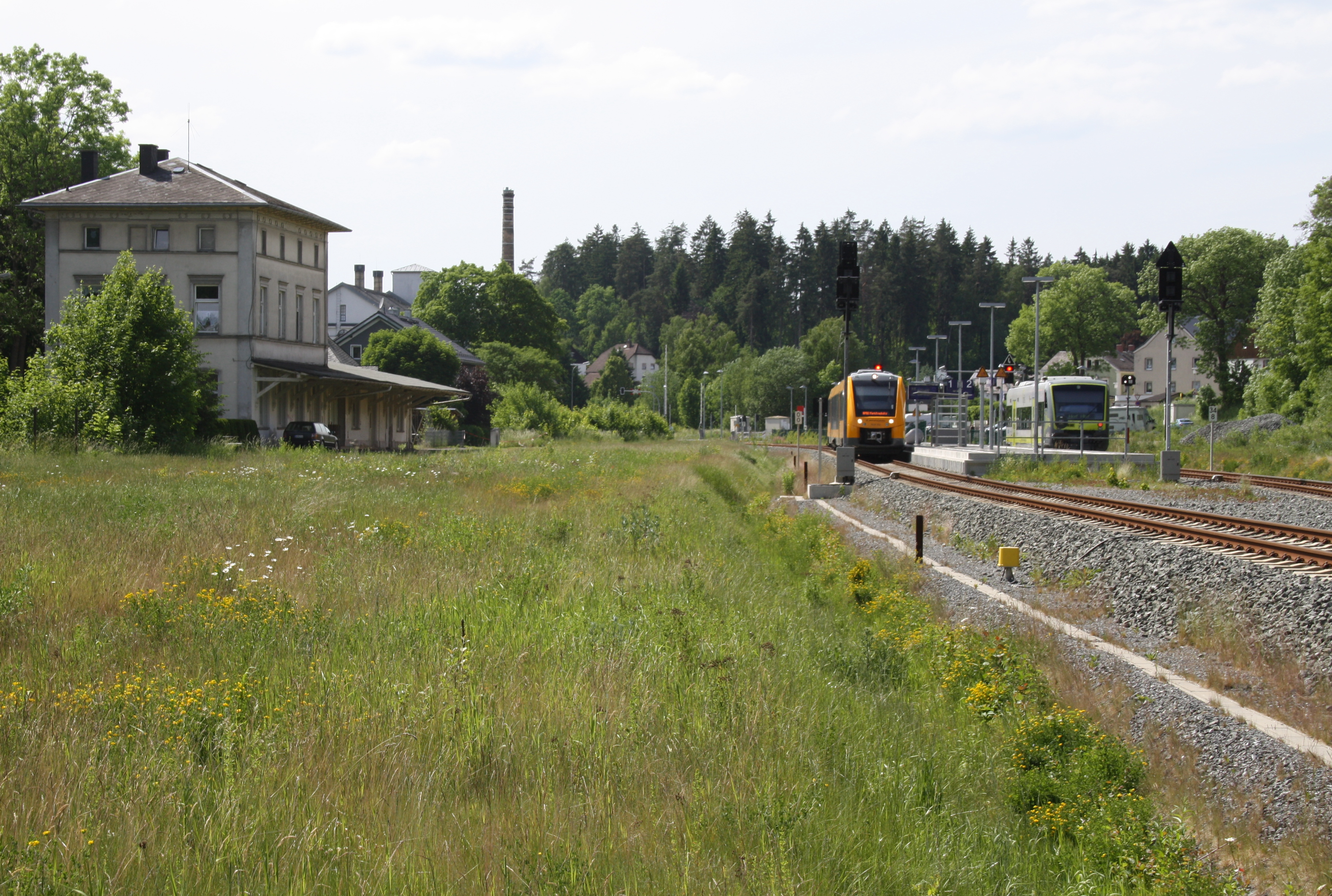
Der Bahnhof Selb-Plößberg wurde grundlegend umgebaut und vereinfacht

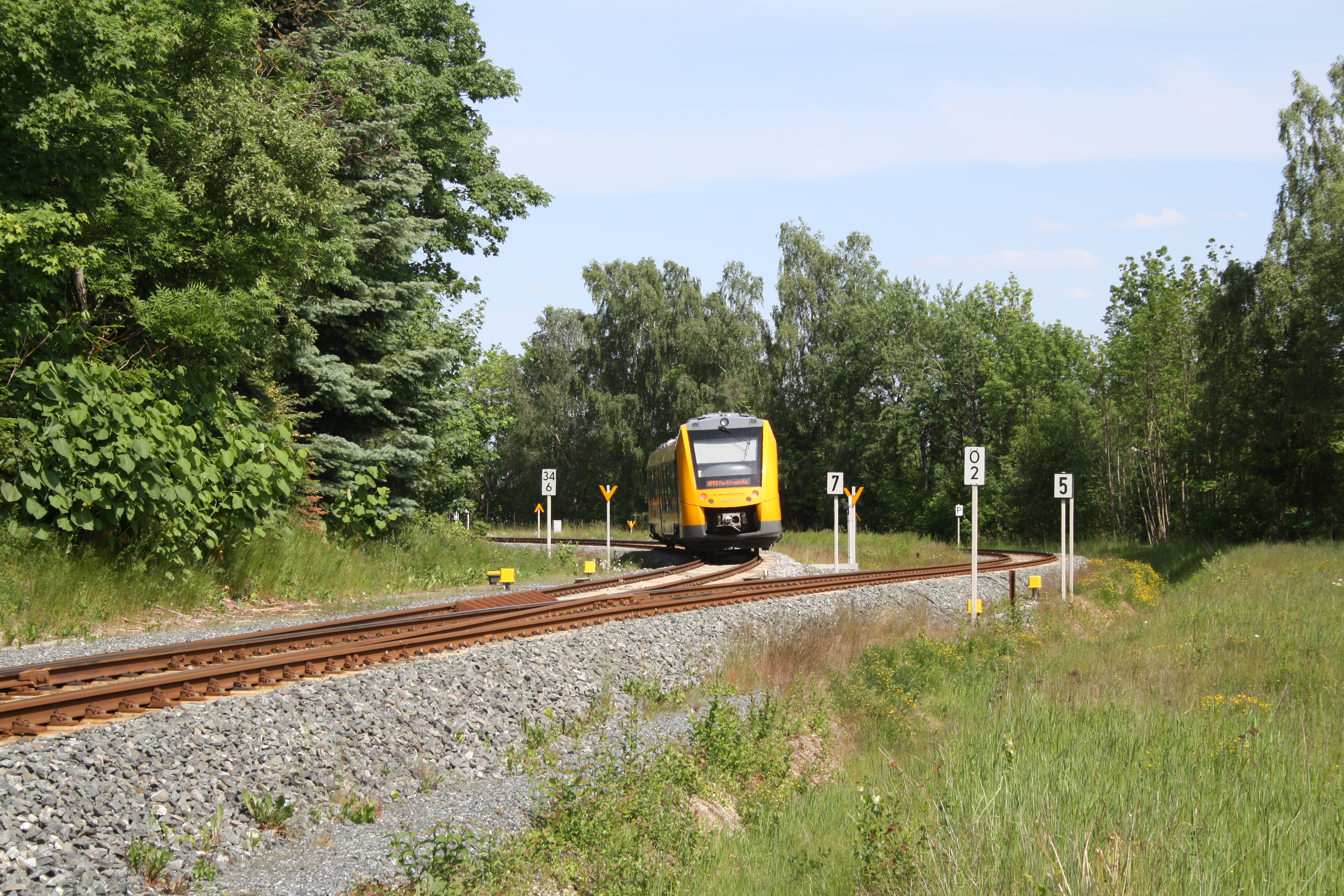
Streckenverzweigung in Selb-Plößberg, links ein Triebzug über Cheb nach Marktredwitz, rechts die Strecke nach Selb Stadt

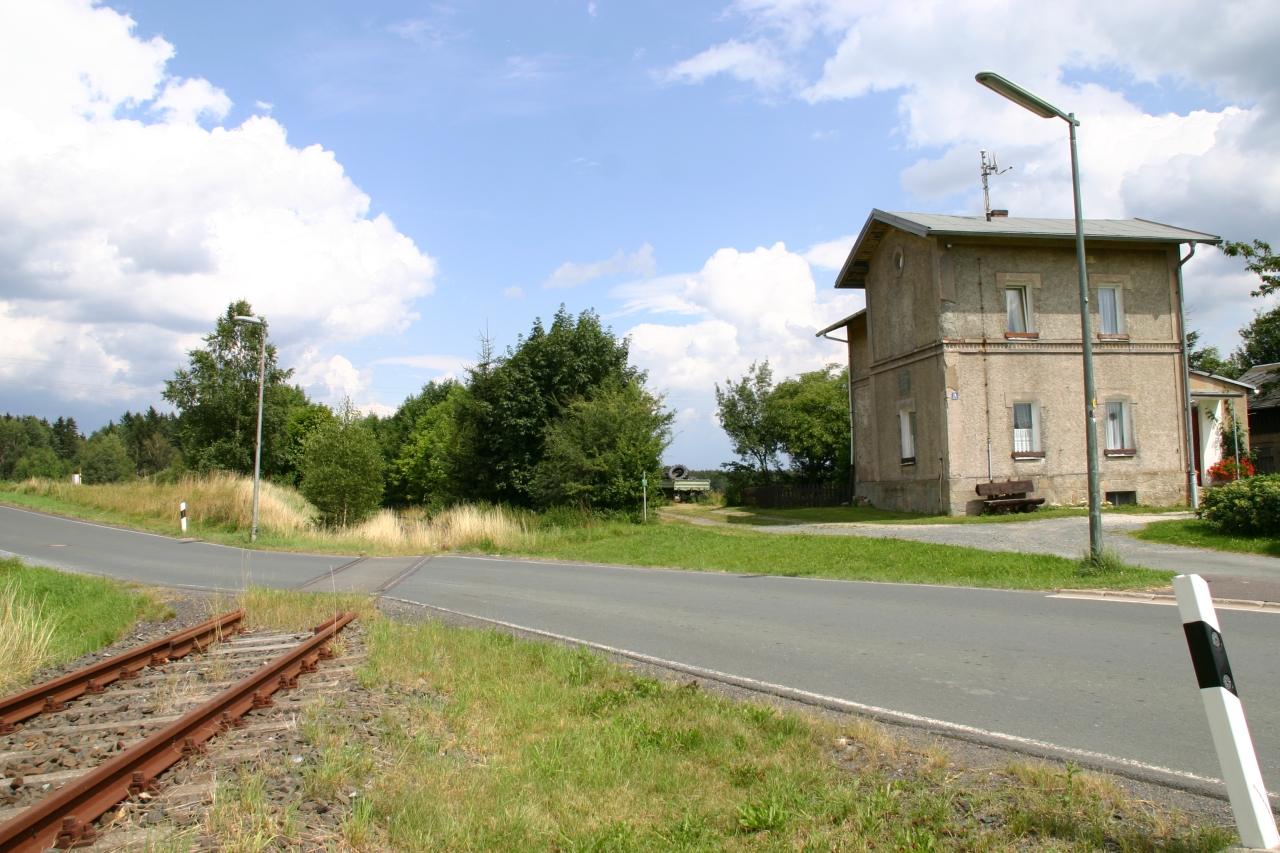
Bahnübergang und ehemaliges Bahnwärterhaus in Erkersreuth (August 2012)

Am 5. Juni 2011 fand in Selb ein Bürgerentscheid über die Beteiligung der Gemeinde an den Kosten statt. Bei einer Beteiligung von 43,23 % stimmten 65,72 % der Abstimmenden für die Reaktivierung der Bahnstrecke. Mit der Zustimmung wurde eine der letzten Hürden für die Wiederinbetriebnahme des Streckenabschnitts überwunden. Die Gesamtkosten der Streckenerneuerung beliefen sich auf 9,5 Millionen Euro, wobei die EU und der Bund den Hauptteil der Kosten trugen. Die beteiligten Gebietskörperschaften hatten eine finanzielle Beteiligung in Höhe von 760.000 Euro zugesagt. Auch die tschechischen Partner wollten Mittel aus dem staatlichen Infrastrukturfonds bereitstellen. Für das Geld wurde die Strecke für eine Höchstgeschwindigkeit von 80 km/h ertüchtigt sowie Bahnübergänge technisch gesichert oder beseitigt. Der Bahnhof (zuletzt nur Haltestelle) Selb-Plößberg wurde umgebaut, sodass das Flügeln von zwei Zugteilen aus Richtung Hof in Richtung Selb und Asch (beziehungsweise das Vereinigen zweier Zugteile in der umgekehrten Richtung) ermöglicht wird. Die Bayerische Eisenbahngesellschaft erklärte sich bereit, zusammen mit dem tschechischen Aufgabenträger Karlovarský kraj ab Ende 2013 einen Stundentakt zwischen Selb-Plößberg und Aš zu bestellen. Dieser Auftrag sollte an Agilis vergeben werden, die aktuell den Verkehr auf der Linie Hof – Selb anbietet. Aufgrund von Problemen bei Planfeststellungsverfahren verzögerte sich die geplante Inbetriebnahme auf Dezember 2015. Das Planfeststellungsverfahren wurde im Frühjahr 2014 bei der Regierung von Oberfranken von Seiten der Deutschen Bahn eingereicht.
Im Januar 2012 wurde das 2010 eingeleitete Stilllegungsverfahren auf tschechischer Seite aufgehoben. Am 26. Januar 2015 begannen am Bahnhof Aš die Arbeiten zur Reaktivierung der Bahnstrecke auf dem zirka 2 Kilometer langen Abschnitt auf tschechischer Seite. Unter anderem werden neue Entwässerungssysteme am Bahnhof Aš installiert sowie die Bahnsteige und die Sicherheitseinrichtungen des Bahnhofs auf den aktuellen Stand der Technik modernisiert. Die Kosten für die Arbeiten liegen bei rund 75 Millionen Kronen (2,75 Millionen Euro) und sollten nach Plan im Juni 2015 abgeschlossen sein, etwa zeitgleich mit dem geplanten Sanierungs- und Baubeginn auf dem deutschen Teilstück der noch stillgelegten Strecke.
Gegen Ostern 2015 wurden die Arbeiten zur Reaktivierung der Strecke auch im deutschen Abschnitt aufgenommen. Neben dem Bau dreier Brücken wurde der komplette Ober- und Unterbau erneuert und der Bahnhof Selb-Plößberg als Abzweigbahnhof wieder aufgebaut und modernisiert. Zur Steuerung der Strecke wurde im Bahnhof Rehau ein neues Elektronisches Stellwerk (ESTW) errichtet. Auch die Bahnübergänge wurden teilweise modernisiert. Der Abschnitt Rehau–Selb-Plößberg–Selb Stadt war von August bis Anfang Dezember für die Bauarbeiten komplett gesperrt. Am 2. Dezember 2015 wurde die Strecke wieder in Betrieb genommen.
Seit dem Fahrplanwechsel am 13. Dezember 2015 verkehren zusätzlich zum bestehenden Stundentakt zwischen Hof und Selb Stadt, der von Agilis durchgeführt wird, neun durchgehende Reisezugpaare der Oberpfalzbahn als Linie OPB2 im Zweistundentakt zwischen Hof Hbf und dem tschechischen Cheb, die nahezu alle von und nach Marktredwitz durchgebunden werden. Teilweise verkehren Einzelzüge in den Abschnitten Cheb–Aš město bzw. Hof Hbf–Aš město.
Grenzüberschreitend kommen auf der Linie OPB2 Dieseltriebwagen des Typs RegioShuttle oder LINT 41 zum Einsatz.
Bislang nutzen rund 150 Fahrgäste pro Tag den reaktivierten grenzüberschreitenden Abschnitt.

## Betriebsstellen
Cheb ⊙

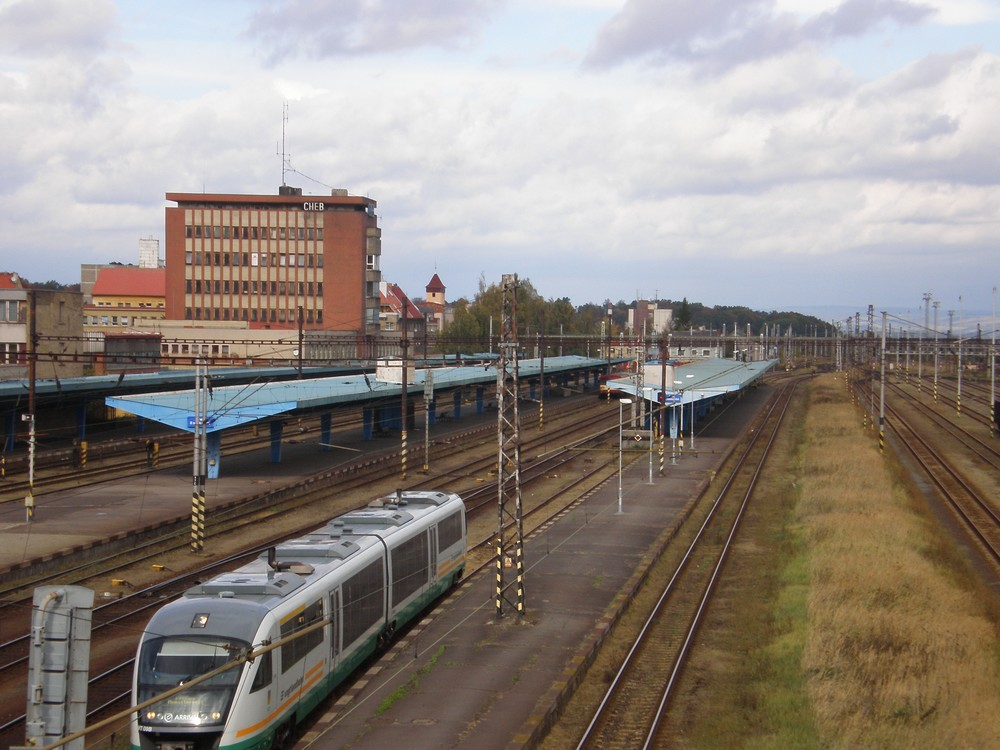
Bahnhof Cheb

Der Bahnhof entstand 1865 als Gemeinschaftsbahnhof zwischen der Actiengesellschaft der bayerischen Ostbahnen, der Königlich Bayerischen Staatseisenbahnen und der Voigtländischen Staatseisenbahn. Gebaut wurde der Bahnhof durch die Königlich Bayerischen Staatseisenbahnen. 1870 kam die B.E.B. mit der Bahnstrecke Chomutov–Cheb, 1872 die Kaiser Franz-Josephs-Bahn mit der Bahnstrecke Pilsen–Eger und 1881 die Bahnstrecke Nürnberg–Eger hinzu. Jede Bahngesellschaft besaß eigene Anlagen und Hochbauten im Bahnhof, so waren beispielsweise vier verschiedene Lokschuppen vorhanden. Zahlreiche Sonderregelungen zwischen den einzelnen Gesellschaften vereinfachten etwas den komplizierten Betrieb auf dem Gemeinschaftsbahnhof. Aufgrund der Bestimmungen nach dem Zweiten Weltkrieg musste der jeweilige Staat die Betriebsführung auf seinem Territorium übernehmen, der Sonderstatus des Bahnhofs mit der Betriebsführung durch die Deutsche Reichsbahn endete damit. Die Československé státní dráhy übernahm den Bahnhof 1946.
Františkovy Lázně-Aquaforum ⊙
Die Haltestelle Františkovy Lázně-Aquaforum existiert erst seit 2007. Sie wurde nach der Streckensanierung des Teilstücks Františkovy Lázně–Cheb eingerichtet und dient der besseren Erschließung der Kuranlagen. Dieser Halt ist ein Bedarfshalt.
Františkovy Lázně ⊙

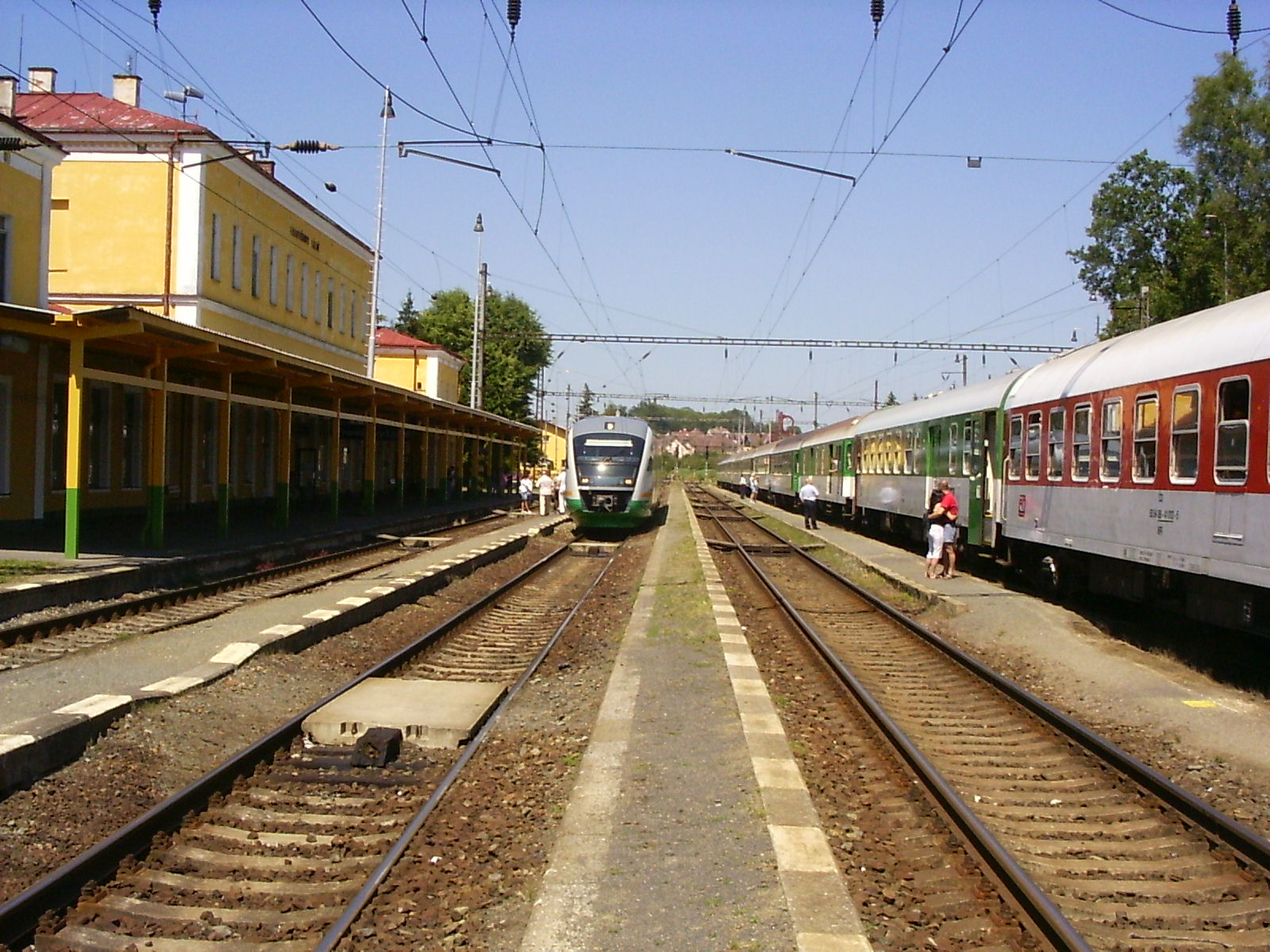
Bahnhof Františkovy Lázně (2008)

Schon bei der Streckeneröffnung umfassten die Anlagen des Bahnhofs Franzensbad fünf durchgehende Gleise sowie 30 Weichen. Die Buschtěhrader Eisenbahn (B.E.B.) eröffnete 1871 die Bahnstrecke Tirschnitz–Franzensbad, damit stieg die Verkehrsbedeutung des nunmehr vergrößerten Franzensbader Bahnhofs weiter. Seit circa 1900 bis heute blieb der Bahnhof im Wesentlichen unverändert. Ein in den 1910er Jahren geplantes Projekt zur Verlegung des Güterteils außerhalb des Stadtgebietes wurde nicht umgesetzt. Nur die Bahnhofseinfahrten wurden an neue Sicherungstechnik angepasst und mit der Elektrifizierung die Form- gegen Lichtsignale getauscht.
Abzweig Schweinebeutel ⊙
Die Abzweigstelle Schweinebeutel wurde nach dem Anschluss des Sudetenlandes an Deutschland im Oktober 1938 zur Verknüpfung mit der Strecke Plauen–Eger eingerichtet. Sie bestand aus einem Stellwerk, das die Gleisverbindung zwischen der Strecke nach Plauen und der Strecke Cheb–Oberkotzau bediente, und zwei Bahnsteigen für das Personal. Die ČSD bauten 1945 die Gleisverbindung zwischen beiden Strecken wieder aus und löste die Betriebsstelle auf. Das Stellwerksgebäude wurde ebenfalls abgetragen, erhalten ist nur noch ein 1938 anlässlich des Streckenausbaus aufgestellter Gedenkstein.
Vojtanov obec ⊙
Obwohl sich die Gemeinde Voitersreuth um eine Bahnstation bemühte, erhielt sie lediglich an der Strecke nach Herlasgrün einen Bahnhof. Die bayerische Staatsbahn wollte in dem steigungsreichen Abschnitt keine Station bauen. Erst die ČSD eröffneten nach dem Zweiten Weltkrieg den Haltepunkt Vojtanov (heute Haltepunkt Vojtanov obec). Dieser Halt ist ein Bedarfshalt.
Aš ⊙

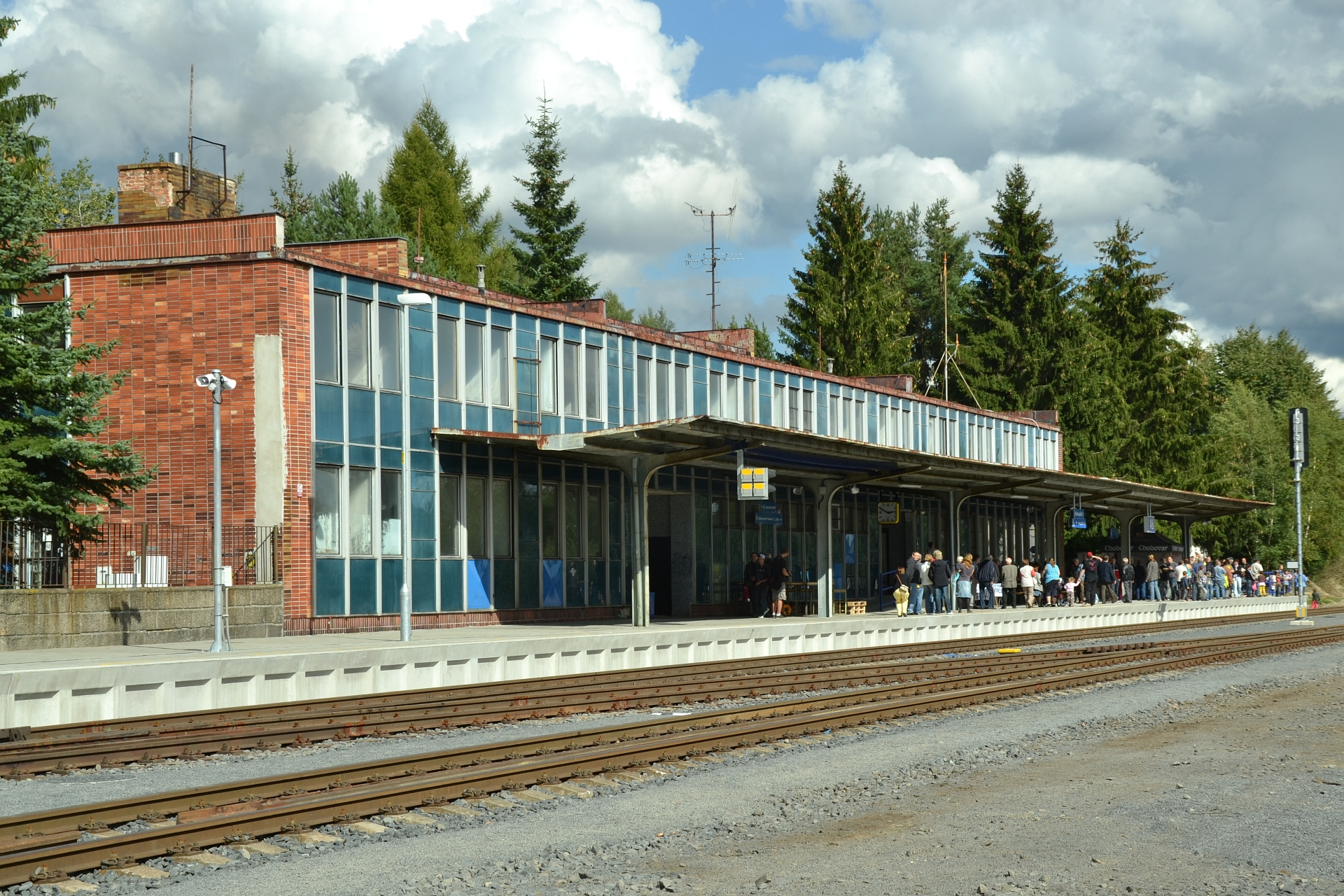
Bahnhof Aš (2015)

Der Bahnhof Aš (früher Bahnhof Asch, Asch Bayerischer Bf, Asch Reichsbahnhof oder Asch Staatsbahnhof) wurde als Grenzbahnhof eröffnet. Beim Bau der Lokalbahn Asch–Rossbach wurde unweit des Staatsbahnhofes durch die Lokalbahn Asch–Rossbach eine kleine eigene Station eingerichtet. Am Ende des Zweiten Weltkrieges wurde das imposante Aufnahmsgebäude des Staatsbahnhofes durch Plünderungen beschädigt. Im Dezember 1968 wurde es gesprengt, 1971 wurde ein Neubau fertiggestellt.
Bis 2023 ist ein Ersatz des Aufnahmsgebäudes von 1971 durch einen kleineren Neubau geplant. Mit einem Kostenrahmen von 80 Millionen Kronen soll auch das Umfeld neu gestaltet und ein Autobusterminal neu gebaut werden.
Oberkotzau ⊙

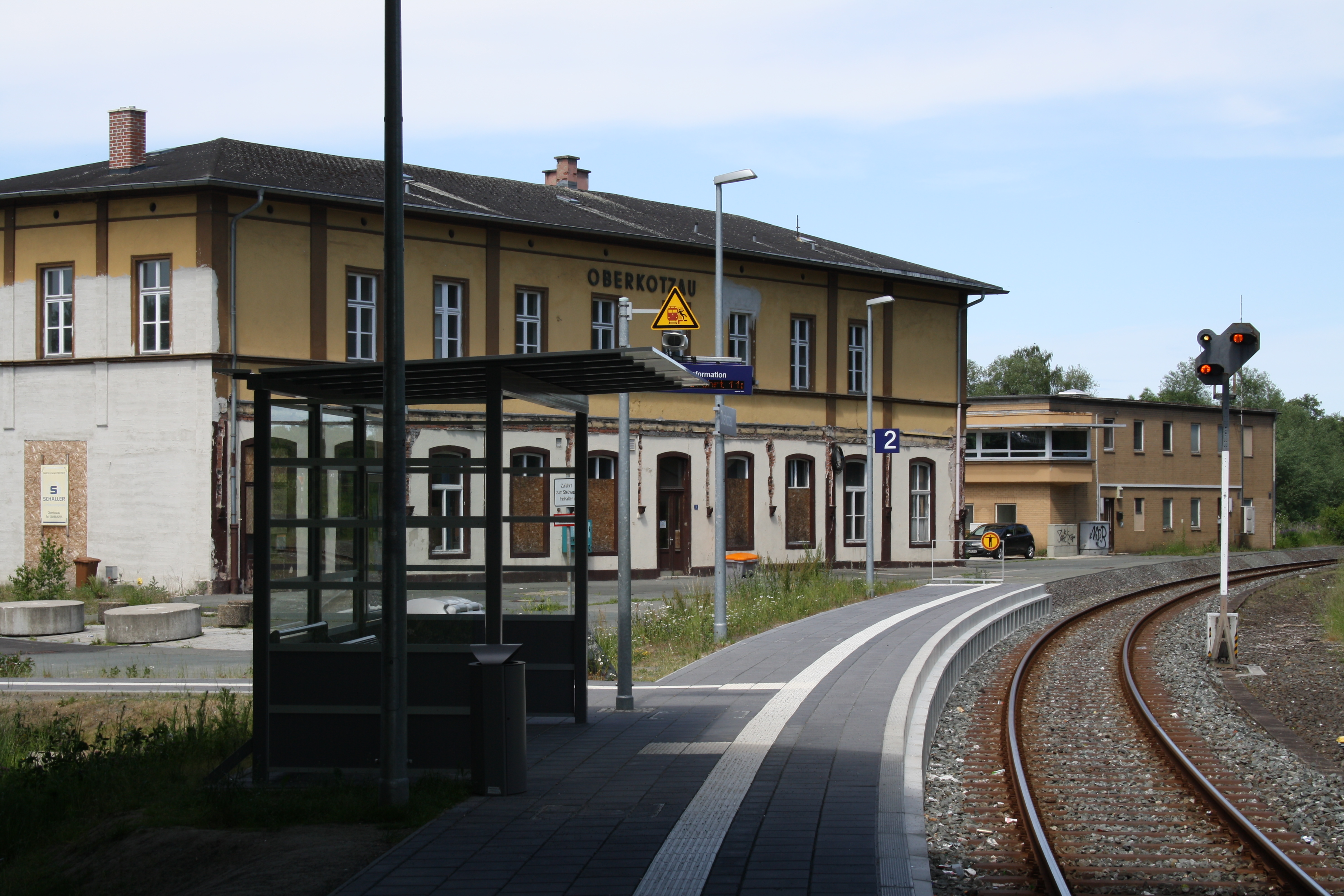
Bahnhof Oberkotzau, Bahnsteig der Strecke nach Cheb

Der Keilbahnhof Oberkotzau ist Trennungsbahnhof der Bahnstrecken Bamberg–Hof, Weiden–Oberkotzau und Cheb–Oberkotzau.